# Томас Еммріх
Томас Еммріх (нім. Thomas Emmrich; нар. 21 липня 1953) — колишній німецький тенісист.
Здобув 1 парний титул.

## Фінали за кар'єру

### Парний розряд (1–1)
| Результат | W/L | Дата     | Турнір          | Покриття | Партнер       | Суперники                          | Рахунок       |
| --------- | --- | -------- | --------------- | -------- | ------------- | ---------------------------------- | ------------- |
| Поразка   | 0–1 | Гру 1980 | Софія, Болгарія | Килим    | Вадим Борисов | Гармут Кірхгюбель Роберт Райнінгер | 6–4, 3–6, 4–6 |
| Перемога  | 1–1 | Гру 1981 | Софія, Болгарія | Килим    | Їржі Гранат   | Ісмаїл Ель-Шафей Річард Меєр       | 7–6, 2–6, 6–4 |